# 이재석 (레슬링 선수)
이재석(李在石, 1963년 11월 28일~)은 대한민국의 레슬링 선수, 지도자이다. 1988년 하계 올림픽에서 남자 그레코로만형 플라이급 동메달을 획득했다. 

## 수상
수훈
- 체육훈장 거상장(1988년 10월 5일)